# Popis indoeuropskih jezika
Indoeuropski jezici su jezična porodica čiji se jezici govore diljem svijeta, točnije na svakom kontinentu. Za porodicu je tipična složena struktura sloga, sklanjanje imenica po gramatičkim kategorijama roda, broja i padeža te sprezanje glagola po licu subjekta. Dijele se na 10 glavnih grana:

## Anatolijski jezici
Jezici potvrđeni u hijeroglif. i klinopisnim tekstovima iz 2. tis. pr. Kr.:
- Hetitski (nesili): središnja Anatolija, jezik Hetitskoga Carstva
- Luvijski (luili): čitav južni pojas Anatolije
- Palajski: sjeverozapadno od područja hetitskoga

Jezici potvrđeni u 1. tis. pr. Kr. ili kasnije:
- Hijeroglifski luvijski: sjeverna Sirija do kraja 8. st. pr. Kr.
- Lidijski (alfabet)
- Karski (alfabet)
- Licijski (alfabet) i dr.

## Indoiranski jezici
Indoarijski jezici:
- Pāli
- Sanskrt
  - Prakrti
    - Hindski
    - Urdski
    - Gudžrati
    - Marathi
    - Bihari
    - Pandžapski
    - Bengalski
    - Sinhala i dr.
- Neklasificirani jezici: Bazigar, Sheikhgal, Chinali-Lahul

Iranski jezici:
- Avestički (sveti tekstovi iz ranog 1. tis. pr. Kr.)
- Medski
- Partski i dr.
- Staroperzijski (malobrojni natpisi — prilagođeno klinasto pismo) 
  - Pehlevi  
    - suvremeni Perzijski
- Kurdski
- Paštunski
- Tadžički
- Belučki i dr.
- sarmatski, skitski (imena: stepska područja juž. Rusije, Ukrajine, poušća Dunava i ist. Panonije)   
  - Osetski (ist. Kavkaz)

## Grčki jezici
- Starogrčki jezik (linear B u 2. tis. pr. Kr. i kasnije alfabetski tekstovi)
  - Novogrčki jezik

## Italski jezici
- Umbro-sabelski jezici (umbrijski, sabelički, osački i dr. – alfabetski natpisi)
- Latinski (ponikao u Laciju; širi se s Rimskom državom) 
  - Vulgarni latinski
    - Talijanski,
    - Francuski,
    - Rumunjski,
    - Retoromanski,
    - Katalonski,
    - Kastiljski (Španjolski),
    - Portugalski i dr. izumrli
- Faliskički (Falisci, mala etnija sjeverno od Rima; alfabetski natpisi)
- Sikulski (malobrojni alfabetski natpisi)

## Germanski jezici
Zapadnogermanski jezici:
- Anglofrizijski jezici:
  - Anglijski jezici:
    - Staroengleski
      - Engleski

    - Škotski
    - Jola

  - Starofrizijski
    - Frizijski
- Donjonjemački jezici:
  - Starosaksonski
    - Donji pruski
- Franački jezici:
  - Starofranački
    - Nizozemski
      - Afrikaans

    - Flamanski
    - Luksemburški
- Visokonjemački jezici:
  - Starovisokonjemački
    - Njemački

  - Srednjonjemački jezici
  - Donjonjemački jezici
  - Jidiš

Sjevernogermanski jezici:
- Staronordijski (srednjovjekovni staroislandski tekstovi)
  - Zapadni:  
    - Staronorveški
      - Norveški

    - Islandski
    - Ferojski

  - Istočni:
    - Švedski
    - Skonski
    - Dalekarlijski
    - Danski
    - Älvdalski

Istočnogermanski jezici:
- Gotski (prijevod Biblije, 4. st.)
- Vandalski (nema pisanih spomenika)

## Keltski jezici
- Galski (natpisi na grčkom i lat. alfabetu): sr. Europa, Belgija, najveći dio Francuske, dijelovi sjev. Italije (od 4. st.)
- Britonski
  - Velški,
  - Bretonski
- Staroirski (ogamski natpisi, srednjovjek. tekstovi)   
  - Irski,
  - Škotski gaelski (Škotska)
- Lepontski (sjeverozapad Padska nizine)
- Keltiberski (natpisi lat. alfabetom): sjev. i središnja Španjolska
- Luzitanski (Portugal – neisgurna pripadnost keltskoj skupini)

## Armenski jezici
- Klasični armenski jezik
  - Armenski jezik (tekstovi od 5. st.)[4]

## Baltoslavenski jezici
Slavenski jezici:
- Zapadnoslavenski: 
  - Poljski
  - Češki
  - Slovački
  - Lužičko-srpski i dr.
- Južnoslavenski: 
  - Starocrkvenoslavenski
  - Slovenski
  - Hrvatski
  - Srpski
  - Crnogorski
  - Bošnjački
  - Bugarski
  - Makedonski
- Istočnoslavenski: 
  - Ruski
  - Bjeloruski
  - Ukrajinski

Baltički jezici:
- Pruski (zapisi iz ranog novog vijeka)
- Litavski
- Letonski (latvijski)

## Toharski jezici
- Toharski jezici — otkriveni u 20. st.; dijeli se na A i B jezik, oba izumrla u 1. tisućljeću.[5]

## Albanski
- Albanski (potvrde tek u srednjem vijeku)
  - Toskijski jezik
  - Gegijski jezik

## Nesvrstani jezici
Ovi jezici nisu pouzdano svrstani u grane indoeuropskih jezika iako je gotovo sigurno da pripadaju porodici:
- Frigijski (alfabetski natpisi u zap. Anatoliji, 1 tis. pr. Kr.) – vjerojatno blizak grčkom i armenskom[6]
- Trački (nekoliko zapisa; imena ljudi i mjesta): sjev. od Egejskog mora, do Crnog mora i donjeg Dunava; vjer. i jezik Bitinaca u sjeverozapadnoj Maloj Aziji.
- Staromakedonski, peonski i dr. (slabo potvrđeni – srodni grčkom i frigijskom)
- Ilirski (samo imena): od Hercegovine preko Crne Gore do južne Albanije i zapadne Makedonije
- Panonsko-delmatski (samo imena): od sr. Dalmacije do Balatona i Dunava na potezu od Baranje do Zemuna
- Dako-getski (samo imena): sjeveroistok Srbije, sjever Bugarske, Rumunjska (možda srodan tračkom)
- Mesapski i dr. jezici Apulije (alfabet; vjerojatno podrijetlom s Balkana)
- Ligurski (samo imena): Ligurija i jugozap. dio Padske nizine, južna Francuska
- Venetski (alfabetski natpisi; srodan latinskom i keltskim jezicima): sjeveroist. Padska nizina; vjerojatno srodni jezici Histra i Liburna

## Napomena
U Europi su u starom vijeku posvjedočeni i neindoeuropski jezici.
Najpoznatiji je Etruščanski koji je bio proširen u dijelovima Italije; ostalo je mnogo natpisa na različitim materijalima, no najvećim dijelom kratkih. Etruščani su se služili prilagođenim grčkim alfabetom.
Danas je razmjerno dobro poznata gramatika, kao i fond od više stotina riječi. 
U Alpama (ist. Švicarska i susjedni dijelovi Italije i Austrije) govorio se Retski – malo natpisa etruščanskim alfabetom; jezik je nerazumljiv.
Na zapadu Pirineja autohtono stanovništvo su Baski. Jezik je potvrđen tek u srednjem vijeku. Kao ni u prethodnim slučajevima, ne može se utvrditi pripadnost nekoj poznatoj jezičnoj obitelji.